# کک سگدانی
ریپیسفالوس سانگوینئوس (نام علمی: Rhipicephalus sanguineus) نام یک گونه از سرده ریپیسفالوس است.